# Frederick Feary
Frederick Frank „Fred” Feary (ur. 10 kwietnia 1912 w Anderson, zm. 20 kwietnia 1994 w Stockton) – amerykański bokser, brązowy  medalista letnich igrzysk olimpijskich w 1932  w Los Angeles w kategorii ciężkiej.